# Вім Фіссетт
Вім Фіссетт (нар. 22 березня 1980) — бельгійський тенісний тренер і колишній тенісист.

### Виступи у турнірах Великого шолома як тренера
| W | Ф | ПФ | ЧФ | #Р | КТ | К# | DNQ | A | NH |

| Турнір                                 | 2009 | 2010 | 2011 | 2012 | 2013 | 2014 | 2015 | 2016 | 2017 | 2018 | 2020 | 2021 | 2022 | SR    |
| -------------------------------------- | ---- | ---- | ---- | ---- | ---- | ---- | ---- | ---- | ---- | ---- | ---- | ---- | ---- | ----- |
| Турніри Великого шолома                |      |      |      |      |      |      |      |      |      |      |      |      |      |       |
| Відкритий чемпіонат Австралії з тенісу |      | 3р   | П    |      |      | ЧФ   |      | ЧФ   | ЧФ   | ПФ   | 3р   | П    | 3р   | 2 / 8 |
| Відкритий чемпіонат Франції з тенісу   |      |      | 2р   |      | 3р   | Ф    | 3р   | 1р   | 1р   | ЧФ   |      | 2р   | 1р   | 0 / 7 |
| Вімблдонський турнір                   |      | ЧФ   |      |      | Ф    | ПФ   | ЧФ   | 2р   | ПФ   | П    | NH   |      |      | 1 / 7 |
| Відкритий чемпіонат США з тенісу       | П    | П    |      |      | 3р   | 3р   | ЧФ   | 4р   | 1р   |      | П    | 3р   |      | 3 / 8 |